# OldVersion.com
OldVersion.com یک وبسایت آرشیوی است که نسخه های قدیمی نرم افزار های رایگان و اشتراکی مرتبط با اینترنت را برای برای کامپیوتر های سازگار با IBM و  Apple Macintosh  ذخیره و توزیع میکند. این وبسایت توسط الکس لوین و ایگور دولگاف در سال 2001 تاسیس شد.
لوین این وب‌سایت را ایجاد کرد زیرا به گفته او: «شرکت‌ها نسخه‌های زیادی از نرم‌افزارها ارائه می‌دهند، اما این نسخه‌های جدید همیشه برای مصرف‌کننده بهتر نیستند.»
در گزارش وال استریت ژورنال آمده است که «کاربران اغلب وقتی با تغییرات گیج‌کننده در نسخه جدید مواجه می‌شوند، و یا مشکلات نرم‌افزاری پیدا می‌کنند و یا فقط تصمیم می‌گیرند به نسخه آشناتر بازگردند، سعی در downgrade نسخه دارند.» دیوید اسمیت تحلیل‌گر مؤسسه تحقیقاتی گارتنر میگوید « کاربران اغلب متوجه میشوند که فرآیند downgrade  بسیار پیچیده و حتی غیر ممکن است.» 
زمانی که این سایت راه اندازی شد شامل 80 ورژن از 14 برنامه بود. تا 2005 بیش از 500 ورژن در این وبسایت قرار گرفت.
تا 28 آگوست 2007 تعداد ورژن های این سایت به 2388 نسخه از 179 برنامه در دسته بندی هایی مانند گرافیک، اشتراک فایل، امنیت و سرمایه گذاری افزایش یافت. این سایت همچنین بیش از 600 ورژن از 35 تا از برنامه های Macintosh  را ارائه میدهد.
در سال 2007، مجله PC World این وب‌سایت را به‌عنوان “گنجینه‌ای از نرم‌افزارهای قدیمی اما بهتر” توصیف کرد. در سال 2005، نشریه National Review از OldVersion.com به‌عنوان “قهرمانی برای محافظه‌کاران نرم‌افزار” یاد کرد.
طبق سخنان و گفته های خود الکساندر لوین، او تهدیدهایی از سوی توسعه‌دهندگان نرم‌ افزارهای اختصاصی دریافت کرده است؛  به‌ دلیل توزیع نسخه‌های قدیمی مرورگرهای اینترنتی مانند Internet Explorer که پشتیبانی از آن‌ها دشوار و سخت است.